# Thập niên 60
Thập niên 60 hay thập kỷ 60 chỉ đến những năm từ 60 đến 69.